# Marciszów (gmina)
Pour la localité, voir Marciszów.
Marciszów est une gmina rurale du powiat de Kamienna Góra, Basse-Silésie, dans le sud-ouest de la Pologne. Son siège est le village de Marciszów, qui se situe environ 4 km au nord-ouest de Kamienna Góra et 78 km au sud-ouest de la capitale régionale Wrocław.
La gmina couvre une superficie de 81,98 km2 pour une population de 4 728 habitants.

## Géographie
La gmina est bordée par les gminy de Bolków, Janowice Wielkie, Jeżów Sudecki, Męcinka, Pielgrzymka, Wleń et Złotoryja.
La gmina contient les villages de Ciechanowice, Domanów, Marciszów, Nagórnik, Pastewnik, Pustelnik, Sędzisław, Świdnik et Wieściszowice.